# Alberto Quadrio-Curzio

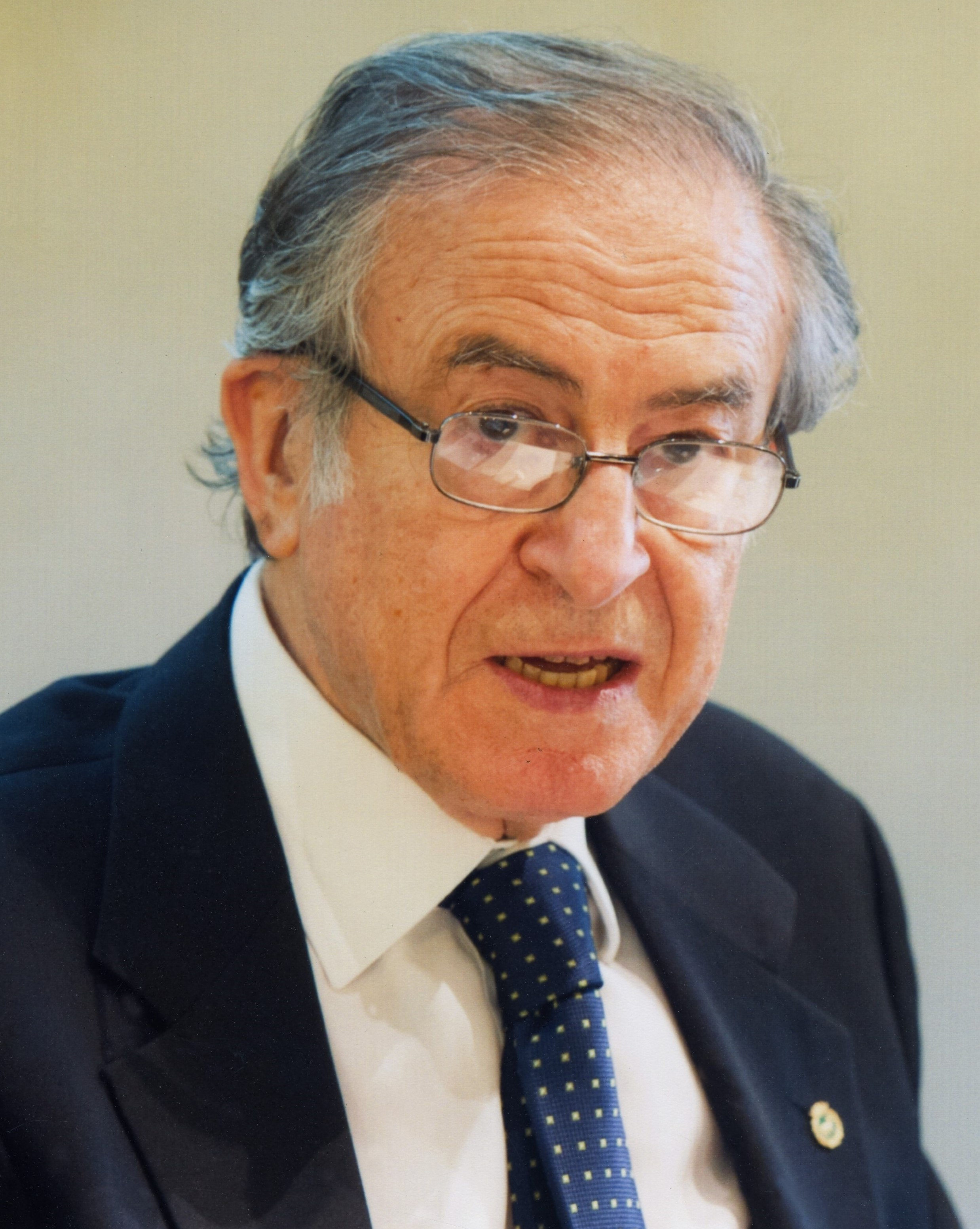
Alberto Quadrio Curzio (2021)

Alberto Quadrio Curzio (* 25. Dezember 1937 in Tirano, Provinz Sondrio, Italien) ist ein italienischer Wirtschafts- und Politikwissenschaftler, Professor emeritus der Politischen und Wirtschaftswissenschaften an der Università Cattolica del Sacro Cuore (Katholischen Universität des Heiligen Herzens) in Mailand, emeritierter Präsident der Accademia Nazionale dei Lincei.

## Biographie

### Akademische Karriere
Nach seinem Universitätsabschluss in Politikwissenschaft im Jahr 1961 an der Università Cattolica in Mailand verbrachte Quadrio-Curzio einen Studienaufenthalt an der Universität Cambridge. Er lehrte ab 1965 an der Universität Cagliari und von 1968 bis 1975 an der Universität Bologna, wo er zum ordentlichen Professor und Dekan der Fakultät für Politikwissenschaften berufen wurde. Von 1976 bis 2010 war er ordentlicher Professor für Wirtschaftswissenschaft an der Università Cattolica, wo er das Forschungszentrum für Wirtschaftsanalyse (Centro di ricerche in analisi economica, CRANEC) gründete, das er von 1977 bis 2010 leitete. Ebenfalls an der Università Cattolica war er von 1989 bis 2010 Dekan der Fakultät für Politikwissenschaft.

### Ämter und akademische Positionen
Seit 2011 ist er emeritierter Professor für Wirtschaftswissenschaft der Università Cattolica Mailand und Präsident des Zentrums CRANEC.
2020-2024 wurde er zum Präsidenten der Internationalen Stiftung Balzan-Preis berufen, bei der er seit 2014 in der Rolle des stellvertretenden Vorsitzenden tätig war.
Er ist emeritierter Präsident der Accademia Nazionale dei Lincei, deren Mitglied er seit 1996 ist. Hier war er ab 2009 stellvertretender Präsident und Präsident der Klasse der Moral-, Geschichts- und Philologiewissenschaften, von 2015 bis 2018 dann Präsident. Er vertrat die Akademie beim G7 der Wissenschaftsakademien in Deutschland (Berlin 2015) und Japan (Tokio 2016) und organisierte 2017 den G7 der Akademien in Rom, bei dem er auch die Arbeitsgruppe koordinierte, die das “Joint Statement on New Economic Growth: the role of science, technology, innovation, infrastructure” erarbeitet hat. Von 1995 bis 2005 war er Mitglied der Kommission „EIB Prize“ und 2003 Vorsitzender des Wissenschaftsausschusses der „Lezioni Paolo Baffi di Moneta e Finanza“ der Italienischen Nationalbank.
Er war Mitglied der von Romano Prodi 2002 initiierten Kommission „Reflection Group on the Spiritual and Cultural Dimension of Europe“, welche sich mit der Reflexion über die für den Prozess der Europäischen Einigung besonders bedeutenden Werte beschäftigte. Seine Thesen zum Sozialliberalismus und Solidarismus führten zu einer langjährigen Zusammenarbeit mit dem Erzbischof von Mailand Carlo Maria Martini.
Im akademischen Jahr 2010/2011 wurde er zum Distinguished Academic Visitor am Queens’ College in Cambridge und zum Gastprofessor am Centre for Financial Analysis & Policy der Judge Business School in Cambridge berufen.
Von 2013 bis 2015 war er Mitglied des Advisory Board des Beirats des Centre for Financial History an der Universität Cambridge. Er war Präsident der Società italiana degli economisti (Italienische Gesellschaft der Wirtschaftswissenschaftler), 10 Jahre lang Vertreter der italienischen Wirtschaftswissenschaftler im Nationalen Forschungsrat CNR, Vorsitzender des Istituto Lombardo Accademia di Scienze e Lettere (Institut für Natur- und Geisteswissenschaften der Lombardei), Mitglied verschiedener italienischer wissenschaftlicher Akademien (Istituto Veneto di Scienze, Lettere ed Arti, Accademia Pontaniana, Accademia delle scienze dell'Istituto di Bologna), der Academia Europaea (2012), der Royal Economic Society.
Er ist Mitglied in den Leitungsgremien des Verlagshauses Il Mulino, des Aspen Institute Italia, der Fondazione Compagnia di San Paolo sowie anderer wissenschaftlicher und kultureller Einrichtungen.
Er war langjähriger Vorsitzender des wissenschaftlichen Beirats der Päpstlichen Stiftung Centesimus Annus Pro Pontifice (CAPP) mit Sitz im Vatikan; 2017 trat Giovanni Marseguerra seine Nachfolge an.
Er ist Gründer und seit 1984 Direktor der seit 2015 vom Verlagshaus Il Mulino und dem Springer Verlag gemeinsam herausgegebenen Zeitschrift Economia politica. Journal of Analytical and Institutional economics. Er ist Mitglied im wissenschaftlichen Beirat zahlreicher internationaler Zeitschriften. Er hat an vielen Universitäten in Italien und im Ausland Vorlesungen und Seminare abgehalten.
Seit 2019 ist er Botschafter der Organisation für Frauen in der Wissenschaft für die Dritte Welt (OWSD), einer UNESCO-Organisation, die Teil der World Academy of Sciences ist, deren Lenkungsausschuss er angehört.
Seit der zweiten Hälfte der 1980er Jahre schreibt er Leitartikel in der Wirtschafts- und Finanzzeitung Il Sole 24 Ore.

### Leistungssport
In seiner Jugend war er ein großes Talent der Alpinskifahrt, der in Bormio von Stefano Sertorelli, einem ehemaligen Olympiasieger, trainiert wurde. Neben Gustav Thöni war er der einzige Sportler, der bei den italienischen Jugendmeisterschaften 1955 in allen drei Disziplinen ausgezeichnete Ergebnisse erzielte. Er gab die Skilaufbahn vor den Olympischen Winterspielen 1956 in Cortina d’Ampezzo auf, um sich dem Studium zu widmen.
Für Mario Cotelli (Trainer und Technischer Direktor des italienischen Leistungsskis in den 70er Jahren) nahm A. Quadrio Curzio die später von Jean-Claude Killy angewandte Technik der voneinander unabhängigen Skier und der Umsteigetechnik vorweg.

### Ehrungen und Auszeichnungen
Quadrio Curzio hat achtzehn Wissenschafts- oder Kulturpreise erhalten.
- 1994: Offizier des Gregoriusordens (Commendatore dell’ordine di San Gregorio Magno)
- 2000: Goldene Medaille für die Verdienste um Wissenschaft und Kultur  (vom Italienischen Präsidenten der Republik Carlo     Azeglio Ciampi erteilt).
- 2011: Ambrogino d'oro (Verdienstmedaille der Stadt Mailand, vom Mailänder Bürgermeister Giuliano Pisapia übergeben)
- 2014: Großkreuz-Ritter des Gregoriusordens (Cavaliere di Gran Croce dell’Ordine di San Gregorio Magno)
- 2017: Ritter des Piusorden (Cavaliere dell'Ordine Piano)

## Wissenschaftliche Arbeit
Seine wissenschaftliche Arbeit konzentriert sich auf drei Schwerpunkte:
a) Die Wirtschaftstheorie der Ressourcenknappheit und der strukturellen Dynamik mit wichtigen Beiträgen zur Grundrente und zum technischen Fortschritt. Bereits ab der zweiten Hälfte der 60er Jahre stellte er mit multisektorialen, analytischen Methoden dar, wie die strukturellen Veränderungen der Technologien und der technische Fortschritt sowohl von den Veränderungen in der Einkommensverteilung im Beisein von Grundrenten abhängen, wie auch vom Erreichen einer Grenze der Knappheit von manchen Ressourcen sowie von der Kombination der beiden erwähnten Elemente. Mit anderen analytischen Methoden hat er auch den Einfluss von Investitionen in Bildung auf das Wirtschaftswachstum untersucht.
b) Die institutionelle und angewandte Wirtschaft mit besonderer Hinsicht sowohl auf die Wirtschaft Europas wie auch auf die Italiens, wobei er zwei Typen von Entwicklungsfaktoren hervorhob: die Beziehung zwischen Institutionen, Gesellschaft und Wirtschaft auf der einen Seite und auf der anderen die Interaktion zwischen den verschiedenen Ebenen von Subsidiarität (vertikal und horizontal) als tragende Elemente des sozialen Liberalismus.
c) Die Geschichte des wirtschaftlichen Denkens besonders im Hinblick auf Italien, begonnen mit dem Illuminismus Cesare Beccarias in der zweiten Hälfte des 18. Jahrhunderts bis zu seinen Erstreckungen in die jüngere Zeit. Dabei hebt A. Quadrio Curzio eine Gedankenströmung hervor, welche den wissenschaftlich-technischen Fortschritt (jenen der „Ingenieur-Wirtschaftswissenschaftler“) mit dem kulturellen Fortschritt (der Wirtschaftswissenschaftler, die sich mit Institutionen befassen) in einem kreativen und solidarischen Fortschrittbegriff verband.

## Rezeption in der Wissenschaft
Ihm wurden zwei Festschriften gewidmet
- Gilberto Antonelli, Mario Maggioni, Giovanni Pegoretti, Fausta Pellizzari, Roberto Scazzieri, Roberto Zoboli (Hrsg.): Economia come scienza sociale. Teoria, istituzioni, storia. Studi in onore di Alberto Quadrio Curzio. Il Mulino, 2012, ISBN 978-88-15-24109-2 (mit Aufsätzen von 32 seiner Kollegen).
- Mauro L. Baranzini, Claudia Rotondi, Roberto Scazzieri (Hrsg.): Resources, Production and Structural Dynamics. Cambridge University Press, 2015, ISBN 978-1-139-94094-8, doi:10.1017/CBO9781139940948.
- Eine bewertende Zusammenfassung, insbesondere seiner Analysen findet sich in Mauro L. Baranzini, Amalia Mirante: A compendium of Italian economists at Oxbridge. Palgrave MacMillan, 2016, ISBN 978-3-319-81226-7, doi:10.1007/978-3-319-32219-3.

## Wissenschaftliche Publikationen (Auswahl)
Er hat mehr als 400 wissenschaftliche Arbeiten veröffentlicht, darunter viele in englischer Sprache.
In der Datenbank Econlit sind über 100 Einträge zu Artikeln, Aufsätzen und Titeln verzeichnet, die von Alberto Quadrio Curzio verfasst oder herausgegeben wurden.
- Rendita e distribuzione in un modello economico plurisettoriale, Giuffrè, Milano, 1967.
- Investimenti in istruzione e sviluppo economico, Il Mulino, Bologna, 1973.
- Accumulazione del capitale e rendita, Il Mulino, Bologna, 1975.
- Rent, income distribution and orders of efficiency and rentability, in L. Pasinetti (Hrsg.), Essays on the theory of joint production, Macmillan, London, 1980.
- Un diagramma dell'oro tra demonetizzazione e rimonetizzazione, in: Rivista Internazionale di Scienze Economiche e Commerciali, S. 10-11, ottobre-novembre, 1981, S. 915–940.
- Sui momenti costitutivi dell'economia politica (mit R. Scazzieri), Collana “Protagonisti del pensiero economico”, Il Mulino, Bologna, 1983.
- Technological scarcity: an essay on production and structural change, in M. Baranzini u. R. Scazzieri (Hrsg.), Foundations of Economics. Structures of inquiry and economic theory, Basil Blackwell, 1986, S. 311–338.
- The exchange production duality and the dynamics of economic knowledge (mit R. Scazzieri), in M. Baranzini u. R. Scazzieri (Hrsg.), Foundations of Economics. Structures of inquiry and economic theory, Basil Blackwell, 1986, S. 377–407.
- The gold problem: economic perspectives, (Herausgeber), Oxford University Press, Oxford 1982; auch ins Italienische (1989) und Chinesische (1988) übersetzt.
- Rent, Distribution and Economic Structure: a collection of essays, "Quaderni IDSE", n.1, CNR, Milano, 1990.
- Structural Rigidities and Dynamic Choice of Technologies (mit F. Pellizzari), in: Rivista Internazionale di Scienze Economiche e Commerciali, Jahrgang 38, Nr. 6–7, Milano, Juni–Juli, 1991, S. 481–517.
- On economic science, its tools and economic reality, in M. Baranzini u. G.C. Harcourt (Hrsg.), The Dynamics of the Wealth of Nations. Growth, Distribution and Structural Change, St. Martin Press, New York, 1993, S. 246–271.
- Il pianeta diviso. Geo-economia dello sviluppo, Vita e Pensiero, Milano, 1994.
- Innovation, Resources and Economic Growth: Changing Interactions in the World Economy, in: Quadrio Curzio A.-Fortis M.-Zoboli R. (Hrsg.): Innovation, Resources and Economic Growth, Springer-Verlag, Berlin-Heidelberg, 1994.
- Risorse, Tecnologie, Rendita (mit F. Pellizzari), Il Mulino, Bologna, 1996.
- Noi, l'economia e l'Europa, Bologna, Il Mulino, 1996. Neuauflage mit Nachwort, November 1996.
- Growth and Productive Structure: A medium-Term Perspective (mit M. Fortis), in B. Colombo, Paul Demeny u. M. F. Perutz (Hrsg.), Resources and Population. Natural, Institutional, and Demographic Dimensions of Development (Schriften zur Forschungswoche “Ressourcen und Population” vom 17. – 22. November 1991), Clarendon Press, Oxford, 1996, S. 137–156.
- Rent, in H. D. Kurz u. N. Salvadori (Hrsg.), “Elgar Companion to Classical Economics (ECCE)”, Edward Elgar, Cheltenham, 1998, S. 289–293.
- Extensive and Intensive rent (mit F.Pellizzari), in H.D.Kurz u. N. Salvadori (Hrsg.), “Elgar Companion to Classical Economics (ECCE)”, Edward Elgar, Cheltenham, 1998, S. 279-283.
- Rent, Resources, Technologies (mit F. Pellizzari), Springer-Verlag, Berlin-Heidelberg, 1999.
- Complexity and industrial clusters. Dynamics and models in theory and practice, (Hrsg. mit M. Fortis), Physica-Verlag, Heidelberg, S. 307, 2002. Italienische Version: Quadrio Curzio, A., Fortis, M. (Hrsg.): Complessità e distretti industriali. Dinamiche, modelli, casi reali, Bologna, Il Mulino, n°4 collana della Fondazione Edison, 2002.
- Sussidiarietà e sviluppo. Paradigmi per l'Europa e per l'Italia, Vita e Pensiero, Milano, 2002.
- Technological Scarcity: an Essay on Production and Structural Change, in H. Hagemann, M. Landesmann, R. Scazzieri (Hrsg.), The Economics of Structural Change, Edward Elgar. Bd. II, 2003, S. 138–165.
- Europe and Italy: Economic and Institutional Relationship, in: Risec, Rivista internazionale di Scienze economiche e Commerciali, Issue in Honour of Mario Talamona. Bd. 51, Nr. 1. März, 2004, S. 125–132.
- Rent, Technology, and the Environment (mit F. Pellizzari), in R. Arena u. N. Salvadori (Hrsg.), Money, Credit and the Role of the State, Essay in Honour of Augusto Graziani, Ashgate, Burlington, USA, 2004, S. 335–348.
- Research and Technological Innovation: the challenge for a new Europe. Hrsg. mit M. Fortis. Physica-Verlag, Heidelberg 2005.
- Economisti ed Economia. Per un'Italia europea: paradigmi tra il XVIII e il XX secolo, Il Mulino, Bologna, 2007.
- Historical stylizations and monetary theory (mit R. Scazzieri), in: R. Scazzieri, A. Sen u. S. Zamagni (Hrsg.): Markets, Money and Capital. Hicksian Economics for the Twenty-First Century, Cambridge University Press, 2008, S. 185–203.
- The EU and the Economies of the Eastern European Enlargement, (Hrsg. mit M. Fortis), Physica-Verlag, Heidelberg, 2008.
- Reflections on the Crisis 2007-2008 (Hrsg.), in: Economia politica. Journal of Analytical and Institutional Economics, 3/2008, S. 369–380.
- I fondi sovrani, mit V. Miceli, collana "Farsi un'idea", Il Mulino, Bologna, 2009.
- The Greek Crisis and the European Crisis. How to Face Them, in: Economia Politica. Journal of Analytical and Institutional Economics, Jahrgang 27. Nr. 1, April 2010, S. 3–8.
- Sovereign Wealth Funds. A complete guide to state-owned investment funds. Mit V. Miceli. Harriman House, Petersfield, UK, 2010.
- La Facoltà di Scienze Politiche della Università Cattolica 1989-2010. Profili istituzionali e internazionali nella interdisciplinarietà, Vita e Pensiero, Milano, 2011.
- Economia oltre la crisi, La Scuola, Brescia, 2012.
- L' Europa tra ripresa e squilibri: Eurozona, Germania e Italia (mit Marco Fortis), Il Mulino, Bologna, 2014.
- L'economia reale nel Mezzogiorno (Hrsg. mit Marco Fortis), Il Mulino, Bologna, 2014.
- Il ruolo strategico del sistema metalmeccanico italiano: dai metalli alla meccatronica (Hrsg. mit Marco Fortis), Il Mulino, Bologna, 2015.
- Riforme, ripresa, rilancio: Europa e Italia (mit Marco Fortis), Il Mulino, Bologna, 2016.
- Eurobonds for EMU stability and structural growth, in: I. Cardinale, D. Coffman, R. Scazzieri (Hrsg.): The Political Economy of the Eurozone. Cambridge University Press, 2017, S. 395–434.